# Kathedrale von Belluno

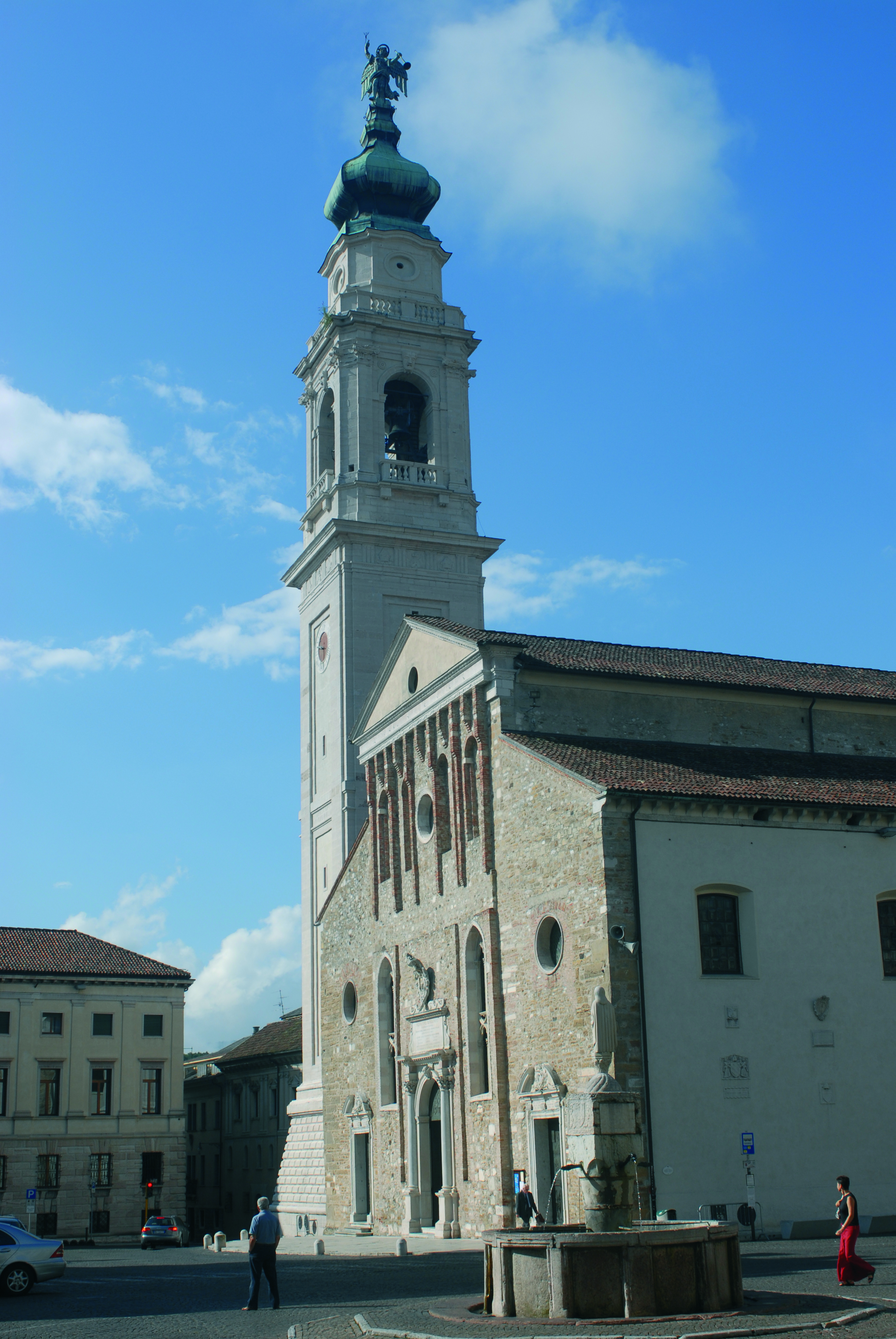
Kathedrale von Belluno

Die Kathedrale von Belluno, auch Kathedralbasilika St. Martin (italienisch Basilica Cattedrale di S. Martino), ist die wichtigste Kirche im historischen Zentrum der oberitalienischen Stadt Belluno. Die Kathedrale des Bistums Belluno-Feltre mit dem Titel einer Basilica minor ist Martin von Tours gewidmet.

## Geschichte
Die heutige Kathedrale steht an der Stelle einer frühchristlichen Kirche. Für das 6. Jahrhundert gibt es Hinweise auf eine Kirche unter dem Patronat Martin von Tours. Im Jahre 1030 ist ein Friedhof südlich der Kathedrale dokumentiert. Die Kathedrale wurde im Zeitraum ab 1517 nach Plänen des Architekten Tullio Lombardo im Stil der Renaissance gebaut und 1624 mit der Weihe des Hauptaltars abgeschlossen. Der Campanile wurde erst 1747 fertiggestellt. Nach dem Erdbeben von 1863 mussten Kuppel und Altarraum teilweise neu gebaut werden. Die Kathedrale erhielt am 18. Juni 1980 von Papst Johannes Paul II. den Titel einer Basilica minor verliehen.

## Architektur

### Fassade
Die einfache, unvollendete Fassade aus unverputztem Stein gliedert sich vertikal in drei Teile. Im Mittelteil unter dem Giebel öffnen sich ein reiches Barockportal und zwei gotische Fenster im unteren und mittleren Teil; der obere Teil schließt mit einem Tympanon ab, das auf einem von Pilastern getragenen Gebälk ruht. In seinem zentralen Rosettenfenster sind die Heiligen Gioatà, Lukan und Martin abgebildet.

### Innenraum

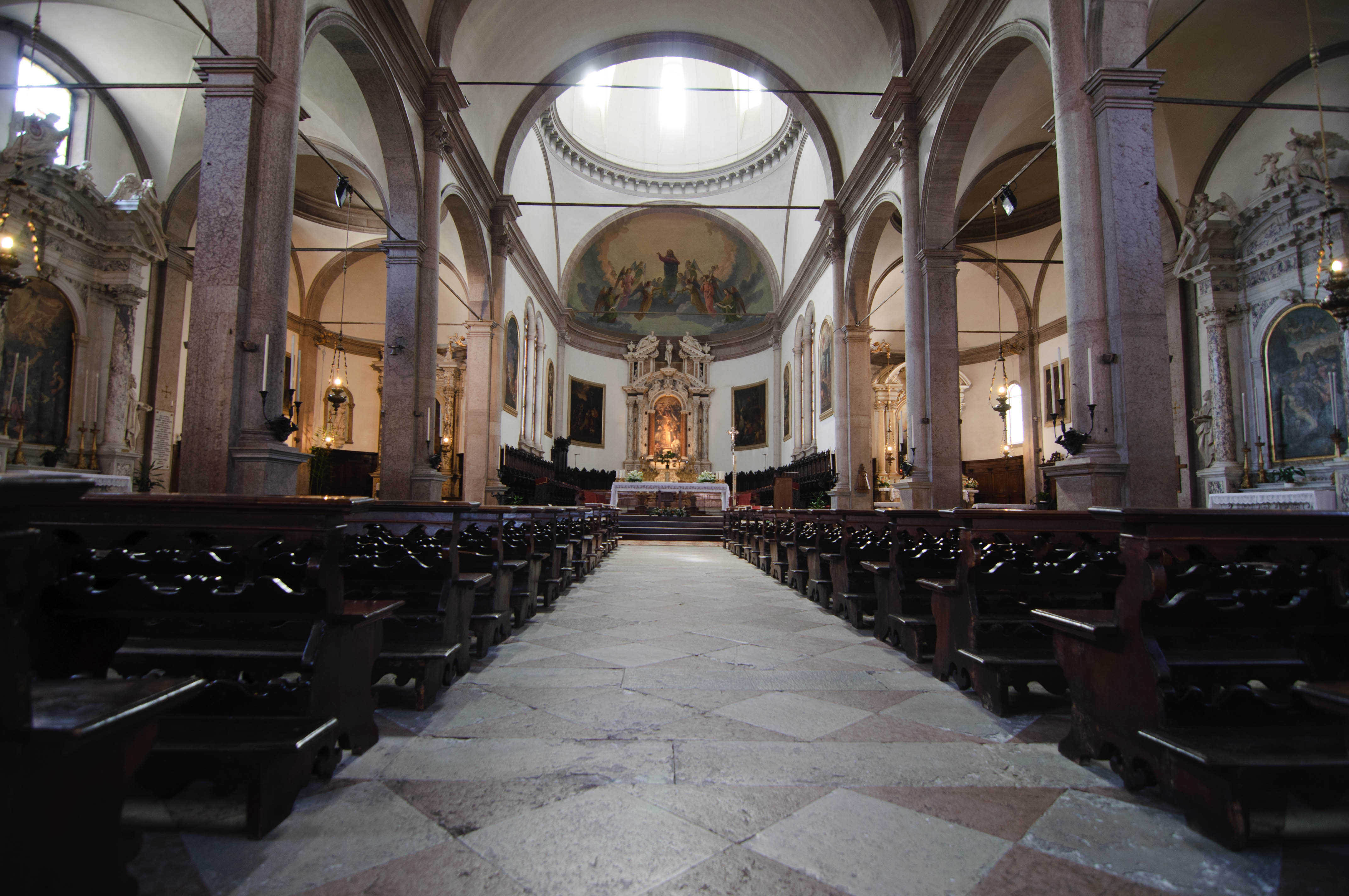
Innenraum

Das Innere der Basilika weist Renaissance-Linien auf, wobei die Höhe der Säulen den für gotische Kirchen typischen Auftrieb nach oben verleiht. Die dreischiffige Kirche ist in sieben Joche gegliedert. Der Innenraum hat eine Länge von 68 Metern bei einer Breite von 27 Metern. Der Chor ist mit einer dreifachen Reihe von Chorgestühl eingefasst. Die Kuppel über dem Altarraum ist luftig und voller Licht. Hinter dem letzten großen Bogen öffnet sich die halbrunde Apsis, deren Gewölbe von Antonio Ermolao Paoletti mit einer triumphalen Himmelfahrt Mariens ausgemalt wurde. Unter den Werken bedeutender Künstler, die in der Kirche aufbewahrt werden, sind zwei Gemälde von Gaspare Diziani hervorzuheben, die die Heiligen Franz von Sales, Kajetan von Thiene und Andrea Avellino darstellen, und das andere die Bekehrung des Heiligen Paulus. Egidio Dall’Oglios schuf das Bild der Heiligen Familie für den Altar im linken Seitenschiff.
Die Orgel wurde in den Jahren 1945/46 von der Firma Mascioni gefertigt. Das Instrument befindet sich auf der Sängertribüne. Es hat 43 Register verteilt auf drei Manualwerke und Pedal. Die Spiel- und Registertrakturen sind elektrisch.
| I Positivo C-c4 |        |
| Principale      | 8'     |
| Bordone         | 8'     |
| Ottava          | 4'     |
| Flauto          | 4'     |
| Nazardo         | 2 ⁄3'  |
| Flautino        | 2'     |
| Decimino        | 1 3⁄5' |
| Pienino II      |        |
| Cornetto        |        |
| Clarinetto      | 8'     |
| Tromba          | 8'     |
| Voce umana 0    | 8'     |

| II Grand'Organo C-c4 |        |
| Principale           | 16'    |
| Principale           | 08'    |
| Principale II        | 08'    |
| Flauto traverso      | 08'    |
| Dulciana             | 08'    |
| Ottava               | 04'    |
| Flauto armonico      | 04'    |
| Duodecima            | 02 ⁄3' |
| Decima quinta        | 02'    |
| Ripieno grave        |        |
| Ripieno acuto        |        |
| Tromba               | 08'    |

| III Espressivo C-c4 |     |
| Bordone             | 16' |
| Principale          | 08' |
| Flauto camino       | 08' |
| Viola               | 08' |
| Ottava              | 04' |
| Flauto armonico     | 04' |
| Silvestre           | 02' |
| Ripieno             |     |
| Oboe                | 08' |
| Regale              | 08' |
| Voce celeste        | 08' |
| Tremolo             |     |

| Pedale C-g1     |     |
| Armonico        | 32' |
| Contrabbasso I  | 16' |
| Contrabbasso II | 16' |
| Principale      | 16' |
| Bordone         | 16' |
| Basso           | 08' |
| Ottava          | 08' |
| Bordone         | 08' |
| Ottava          | 04' |
| Bombarda        | 16' |
| Tromba          | 08' |
| Clarone         | 08' |
| Campane         |     |

### Glockenturm
Am Ausgang der Sakristei befindet sich der hohe barocke Glockenturm des Architekten Filippo Juvara, der nie nach Belluno gekommen ist. Bischof Gaetano Zuanelli, ein Freund von Juvara, beauftragte ihn mit der Arbeit. Der Turm wurde nach Vorlage des von Juvarra erhöhten Turms des Turiner Doms entworfen. Die Arbeiten begannen 1732 und wurden 1735 aus wirtschaftlichen Gründen unterbrochen, konnten am 16. Juli 1747 aber abgeschlossen werden. Er erreicht mit der Engelsstatue eine Höhe von 71,98 Metern. Der Engel, der nach einem Entwurf von Andrea Brustolon aus Holz modelliert wurde, ist mit Kupfer verkleidet und 4,63 Meter hoch. Auf der Seite des Flusses Piave ist eine Inschrift an der Wand des Turms zu sehen, die dem Architekten zugeschrieben werden kann. Der Glockenturm trägt vier Glocken der Gießerei Premiata De Poli von 1934.